# Сибирский, Алексей Васильевич
Алексе́й Васи́льевич Сиби́рский (17 марта 1870, Козлово — 13 ноября 1937, Калинин) — священник Русской православной церкви, священномученик.

## Биография

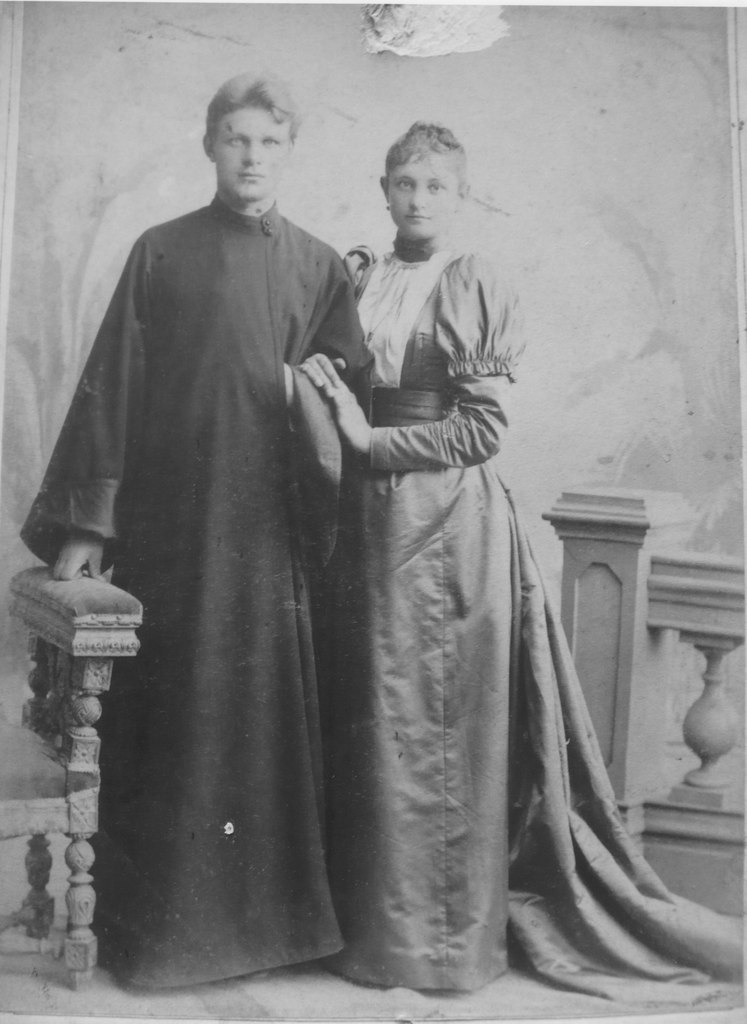
Отец Алексий с супругой

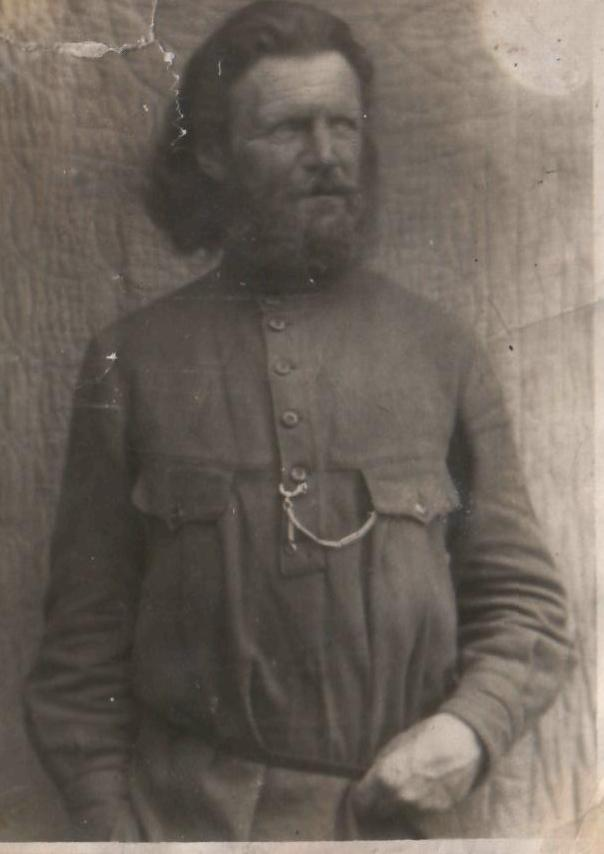

Родился 17 марта 1870 года в селе Козлово Вышневолоцкого уезда Тверской губернии в семье священника Василия Сибирского. После окончания Тверской духовной семинарии женился и в 1902 году был рукоположён во священника к Введенскому храму родного села.
Отец Алексий преподавал Закон Божий в высшем начальном училище для крестьянских детей в селе Владимирском, основанном Алексеем Сназиным, родственником Ивана Сназина. Осенью 1929 года отец Алексий был арестован за невыполнение плана по хлебозаготовкам — не успел привезти хлеб на хлебосдаточный пункт в течение одних суток. Почти шестидесятилетнего священника приговорили к году заключения в исправительно-трудовом лагере с конфискацией имущества, включая личные вещи, и двум годам ссылки. Был сослан на Северный Урал. На обороте фотографии, которую он отправил из ссылки родным, им была сделана надпись: «С твердым духом… Хоть и на Севере, а тепло, и у вершин Урала, а не страшно…».
Вернувшись из ссылки, был назначен священником в село Козлово и благочинным храмов Козловского благочиния. Несмотря на гонения государства на Церковь, в 1930-е годы Введенский храм по праздникам был переполнен. Отец Алексий был тогда здесь единственным священником и окормлял все окрестные деревни. В эти годы запрещалось появляться вне храма в одежде священника, но, по воспоминаниям местных жителей, высокую фигуру батюшки Алексия в подряснике и с большим наперсным крестом можно было встретить в самых отдалённых деревнях. Были жалобы, что отец Алексий нарушает декрет об отделении Церкви от государства, потому что молится за «стахановскую весну». В районном управлении НКВД батюшке приходилось объяснять, что он молился по служебнику «о изобилии плодов земных».
29 августа 1937 года во время богослужения в храм ворвались солдаты и арестовали священника. Вот как об этом вспоминала прихожанка храма:

В августе 1937 года ГПУ приехало в Козлово, в церкви была служба. Разогнали народ, и батюшку тоже выставили и начали кидать иконы и придираться к отцу Алексию. Заступавшихся разгоняли лошадьми. Иконы, выброшенные на улицу, давили копытами лошадей. Я стояла в стороне, потом осмелела и взяла три иконы, которые не были раздавлены. Сложила их на левую руку, правой придерживала. Хотела ещё взять, но боялась — не донести. Когда в очередной раз толкнули отца Алексия, я вступилась за него, один из ГПУ толкнул меня лошадью. Упала одна из икон, но не разбилась. Отец Алексий сказал: «Не трогайте её. Иди, Полинушка, иди». Когда он так сказал, то его с двух сторон ударили прикладами винтовок в спину, но он не упал, сделав два шага вперед.

Отца Алексия под конвоем повели в Спирово.

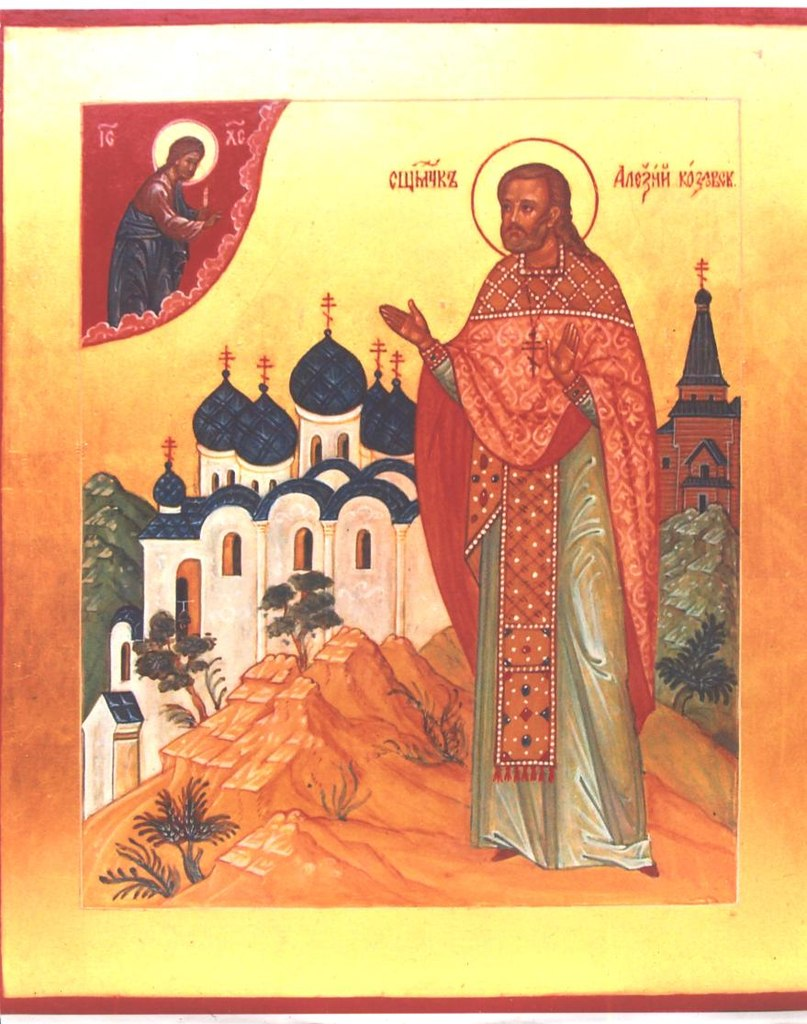
Икона святого Алексия

В августе — сентябре было арестовано всё духовенство Козловского и соседнего Новокарельского районов. Священников обвиняли в принадлежности к антигосударственной организации. Их жестоко пытали, многие не выдерживали мучений, подписывали нужные следователям протоколы, оговаривали себя и других. Отец Алексий на это не согласился. 13 ноября 1937 года священник Алексий Сибирский был расстрелян и похоронен в общей могиле, местоположение которой неизвестно.
Канонизирован Архиерейским собором Русской православной церкви в 2000 году.